# Theaterzensur
Theaterzensur ist eine Form der Zensur und ein Versuch, das Theater zu regulieren. Juristisch gibt es einen Unterschied zwischen der Vorzensur und der Nachzensur. So verbietet das Grundgesetz lediglich die Vorzensur, also die Abhängigkeit von staatlicher Genehmigung, aufgrund von Art. 5 Abs. 2,  nicht aber die Nachzensur, also die nachträgliche Sanktion.

## Geschichte
Die Theaterzensur entstand zusammen mit dem Theater. Bereits Platon berichtet, das Theater der griechischen Antike betreffend, dass Stücke vor ihrer ersten Aufführung einer amtlichen Prüfung unterzogen wurden. Die Gesetzgebung des Lykurg sah eine Bestrafung von Schauspielern vor, die während der Aufführung vom klassischen Text abwichen.
Die christlichen Mysterienspiele fanden unter der Aufsicht der Kirche statt. Die Überwachung des aufkommenden weltlichen Theaterwesens erfolgte zunächst häufig nicht in Form einer unmittelbaren Zensur, sondern durch das Gewähren oder Entziehen von Privilegien. So machte in Frankreich bereits 1477 das Parlament Aufführungen von seiner Genehmigung abhängig.
Erst unter Maria Theresia wurde 1751 eine eigene Zensurbehörde eingesetzt, die den Auftrag hatte, „Unsinn und Gemeinheit“ von der Bühne fernzuhalten. Ein einflussreicher Zensor in diesem Sinne war Joseph von Sonnenfels. In Deutschland lag die Kontrolle der Theater in der Zuständigkeit der Polizei, bis durch das Circular-Rescript vom 16. März 1820 ausdrücklich die Theaterzensur eingeführt wurde. Die Deutsche Revolution 1848/1849 führte vorübergehend zu ihrer Abschaffung, doch 1851 wurde sie durch die Berliner Theaterverordnung, die bald überall nachgeahmt wurde, wieder eingeführt.
Diese Verordnungen, die nicht für die Hoftheater galten, verlangten vom Theaterunternehmer die zeitige Vorlage des Textbuches zur Genehmigung. Ein Verstoß gegen diese Vorlagenpflicht sowie das Abweichen von der genehmigten Vorlage während der Aufführung wurde mit Geldstrafe oder auch dem Entzug der Theaterkonzession bestraft. Begründet wurde das Vorgehen mit der Abwehr möglicher Gefahren und der Aufrechterhaltung von Sitte und Ordnung. So durfte zum Beispiel Kleists Prinz Friedrich von Homburg oder die Schlacht bei Fehrbellin erst zehn Jahre nach dem Tod des Dichters aufgeführt werden, weil die dargestellte Verzweiflung eines preußischen Heerführers als unmännlich galt. Am Burgtheater  war Die Jungfrau von Orleans erst spielbar, als die Geliebte des Königs zu seiner legal angetrauten Ehefrau gemacht wurde.
Bis zum Wirksamwerden der Weimarer Verfassung blieben diese Verordnungen in Kraft. Das nationalsozialistische Regime führte 1934 mit dem Reichstheatergesetz die Theaterzensur wieder ein. Mit der Institution des Reichsdramaturgen wurde eine Zensurbehörde geschaffen, der alle Spielpläne zur Genehmigung vorzulegen waren. Zudem hatte der Reichsdramaturg über die „Unbedenklichkeit“ von Theaterstücken zu entscheiden.
Das Grundgesetz sieht nach Art. 5 Abs. 1, Satz 3 keine Zensur vor. Dies galt auch für die Verfassung der DDR, doch Artikel 18 der Verfassung von 1974, der die Förderung und den Schutz der sozialistischen Nationalkultur sowie den Kampf gegen imperialistische Unkultur vorsah, bildete die Handhabe für die – offiziell nicht namentlich erwähnte – Zensur in der DDR. So begutachtete das Ministerium für Kultur und die ihm unterstellte Direktion für das Bühnenrepertoire alle Theaterspielpläne. Uraufführungen und DDR-Erstaufführungen bedurften generell der Genehmigung durch den Kulturminister.

## Systematik von Zensur
Theater als „demokratischste wie auch politischste Form der Literatur... (und) tendenziell gegen die bestehenden Verhältnisse gerichtet“, realisiert sich im Spannungsfeld verschiedener Faktoren, von denen einzelne zensorisch wirksam sein können, wie Mende in seiner Systematik erläutert:

### Zensur-Subjekte
Dazu zählen neben dem Staat und seinen Kontrollorganen die halbstaatlichen Interessenverbände und Institutionen (Arbeitgebervereinigungen, Gewerkschaften), die Autoren, Theaterverlage oder theaterinterne Gremien sowie das Publikum und seine Organisationen.

### Zensur-Objekte
Dies kann das Theater als Institution sein (Stichwort: Theatersterben), aber auch Autoren, Spielplan, Programmhefte und öffentliche Werbung. Auch das Theaterpersonal und bestimmte Themen können Gegenstände von Zensur sein. So kann faktisch z. B. über das Mittel der Bestellung, Vertragsverlängerung oder Entlassung des Intendanten Zensur ausgeübt werden.

### Zensur-Mittel
Dazu zählt Mende Subventionskürzungen, Raumverbote, Zensur über die Stückauswahl, das Abschieben von Produktionen auf Studiobühnen, ⁸das Verschieben von Produktionen ins Ungewisse, arbeitsrechtliche Sanktionen, Diffamierungskampagnen.

### Zensur-Begründungen
Mangelnde Rentabilität kann als Begründung für Zensur dienen; weiterhin behauptete politische Unausgewogenheit, das Leugnen des Kunstcharakters oder die nicht stückgerechte Realisation von Inszenierungen.

### Strukturelle Vorbedingungen
Je nach Sparte (Oper, Operette, Schauspiel), nach Zielgruppe (Jugendtheater o. ä.), nach inhaltlicher Tendenz (z. B. politisches Theater) und nach Rechtsform (z. B. Staatstheater, Landesbühnen oder freie Gruppen) bestehen laut Mende unterschiedliche zensorische Voraussetzungen. Das Musiktheater sei weniger zensurbedroht als das Sprechtheater, allein dank der textverfremdenden Musik und des Repertoires.
Zudem seien Zensurmodalitäten durch die interne Theaterstruktur vorgeprägt. Zensurmaßnahmen ließen sich leichter in solchen Organisationsformen durchsetzen, in denen die Bühnen unmittelbarer Teil der Staatsverwaltung seien oder der Weisungsbefugnis bestimmter kommunaler Organe (z. B. den Kulturausschüssen) unterlägen. Entsprechend funktioniere Zensur in der monokratischen Intendantenverfassung anders als in Organisationsformen, in denen Kollektive ein Theater leiteten.

### Zensur durch die Autoren
Versuche von Autoren, Inszenierungen zu unterbinden, sind ebenfalls belegbar. Günter Grass erzwang 1969 die Rücknahme dreier Regieeinfälle in seinem Stück Davor am Theater von Münster. Tennessee Williams versuchte 1974 eine Aktualisierung von Endstation Sehnsucht durch das Berliner Kammergericht zu verhindern. Die Erben Bert Brechts verhinderten, dass dem Regisseur Hansgünther Heyme 1975 der Aufführungsvertrag für die Dreigroschenoper erneuert wurde, weil er das Stück nicht in ihrem Sinne zur Aufführung brachte.

## Theaterdemontage
Die radikalste Form staatlich ausgeübter Theaterzensur stellt die ersatzlose Auflösung der Institution selbst dar. Zwischen 1969 und 1975 haben über 2 Dutzend Bühnen der Bundesrepublik Deutschland ihre Orchester auflösen, ihre Ensembles austauschen oder ganz ihre Häuser schließen müssen. Dieser Trend hat sich seither nicht abgeschwächt. Wirtschaftliche Gründe seien häufig vorgeschoben, die wahren Gründe politisch motiviert:

„Zensur tarnt sich als Demontage immer dann, wenn die Bühnen nicht affirmatives, sondern innovativ-kritisches Theater zu spielen versuchen, das den schönen Schein von der Unverbindlichkeit der Kunst zerstört und ihre gesellschaftspolitische Verbindlichkeit im Appell für eine zu verändernde Praxis aufzeigt.“